# Scotland (Indiana)
Scotland – jednostka osadnicza w Stanach Zjednoczonych, w stanie Indiana, w hrabstwie Greene.